# 스트리트 파이터 6
《스트리트 파이터 6》는 캡콤이 제작한 2023년 대전 격투 게임이다. 《스트리트 파이터》 시리즈의 정식 여섯 번째 본편으로, 2023년 6월 2일 마이크로소프트 윈도우, 플레이스테이션 4, 플레이스테이션 5 및 엑스박스 시리즈 X/S로 출시됐다.

## 게임플레이
《스트리트 파이터 6》은 '월드 투어', '배틀 허브', '파이팅 그라운드' 총 3가지의 게임 모드를 제공한다. 월드 투어는 일인용 스토리 모드로 임의로 생성할 수 있는 플레이어 아바타로 3D 환경을 모험하는 액션 어드벤처 게임플레이를 제공한다. 배틀 허브는 온라인 로비 모드로 플레이어 간 상호작용과 경쟁을 할 수 있다. 파이팅 그라운드에선 시리즈 전작들과 유사하게 캐릭터들이 2D 게임플레이상에서 서로 겨루며, 로컬 및 온라인 대전과 트레이닝 모드 및 아케이드 모드를 지원한다.
스트리트 파이터 6 이후로 부터 한국어판은 수출판에서 이름 변경 설정이 전부 사라졌는데, 사가트를 제외한 사천왕과 고우키의 수출판에서 명칭 변경이 더 이상 없던 것으로 되었다.

## 등장인물
출시 당시 《스트리트 파이터 6》의 플레이어 캐릭터는 총 18명이다. 굵은 글씨는 시리즈 최초 등장을 의미한다.
- E. 혼다
- JP
- 가일
- 달심
- 디제이
- 루크
- 류
- 릴리
- 마농
- 마리사
- 블랑카
- 장기에프
- 제이미
- 춘리
- 캐미
- 켄 마스터즈
- 킴벌리
- 한주리

추가 DLC 캐릭터가 매우 흥미로운데 타사(SNK)의 게임인 아랑전설 시리즈에 등장한 테리 보가드와 시라누이 마이가 추가되었다.

## 중계자
이 게임은 새로운 실시간 해설 시스템에서 일본어 및 영어 해설자 목록을 제공한다.

### 실황 중계자
- Jeremy "Vicious" Lopez
- Aru
- Steve "TastySteve" Scott
- 히라이와 코스케

### 해설자
- James "jchensor" Chen
- 데몬 각하
- Thea Trindad

## 개발 및 출시
2022년 2월 14일, 캡콤은 7일 후 종료되는 '캡콤 카운트다운' 타이머를 공개하며 마감시간에 맞춰 발표가 있을 것이라 공지했다. 2022년 2월 21일, 《스트리트 파이터 6》이 공식적으로 발표돼, 《스트리트 파이터》 주인공 류와 《스트리트 파이터 V》의 마지막 시즌 다운로드 가능 콘텐츠에서 추가된 루크가 플레이어 캐릭터로 소개됐다.
2022년 6월 2일, 플레이스테이션의 스테이트 오브 플레이 행사에서 게임플레이 트레일러가 방송됐다. 해당 트레일러에서 게임의 세 가지 모드 (월드 투어, 배틀 허브, 파이팅 그라운드)와 춘리, 그리고 새로운 등장인물 제이미와 킴벌리가 소개됐다. 또한 게임이 RE 엔진으로 개발돼며 크로스플랫폼 플레이와 롤백 넷코드를 지원한다고 발표했다.

## 반응
《스트리트 파이터 6》는 출시 당시 리뷰 애그리게이터 웹사이트 메타크리틱에서 "전폭적인 호평"을 기록했다.

## 참조

### 내용주
1. ↑  영어: Street Fighter 6, 일본어: ストリートファイター6